# David Hockney
David Hockney, né le 9 juillet 1937 à Bradford au Royaume-Uni, est un peintre portraitiste et paysagiste, dessinateur, graveur, décorateur, photographe et théoricien de l'art britannique. Il vit et travaille de 2019 à 2023 dans le pays d'Auge, en Normandie, avant de retourner vivre à Londres.
C'est une figure majeure du mouvement pop art des années 1960, et l'un des artistes britanniques les plus influents du XXe siècle.
Utilisant des couleurs acidulées et attirantes, David Hockney peint des portraits et des paysages où se mêlent peinture et photographie.

## Biographie
David Hockney est le quatrième des cinq enfants d'un couple modeste.
Il s'intéresse à la peinture et s'inscrit à l'école d'arts plastiques de Bradford à l'âge de onze ans.
Son père, qui avait fait une école de beaux-arts avant de renoncer à sa passion, avait été objecteur de conscience pendant la Seconde Guerre mondiale. David Hockney refuse quant à lui de faire son service militaire de 1957 à 1959. Sa mère est catholique.
Il étudie au Royal College of Art de Londres, où il rencontre Allen Jones, Patrick Caulfield et en sort diplômé en 1962. Il commence sa carrière de peintre et fait un premier voyage en Égypte comme dessinateur de presse pour le Sunday Times.
En 1964, il découvre la Californie, les instantanés de Polaroid, la peinture acrylique, les belles villas et leurs piscines qui deviennent un motif repris dans beaucoup de ses œuvres. Il y rencontre Peter Schlesinger (en) qui devient son amant et le sujet de nombreuses toiles remarquables du peintre britannique. Il vit alors aux États-Unis jusqu'en 1968.

### Paris

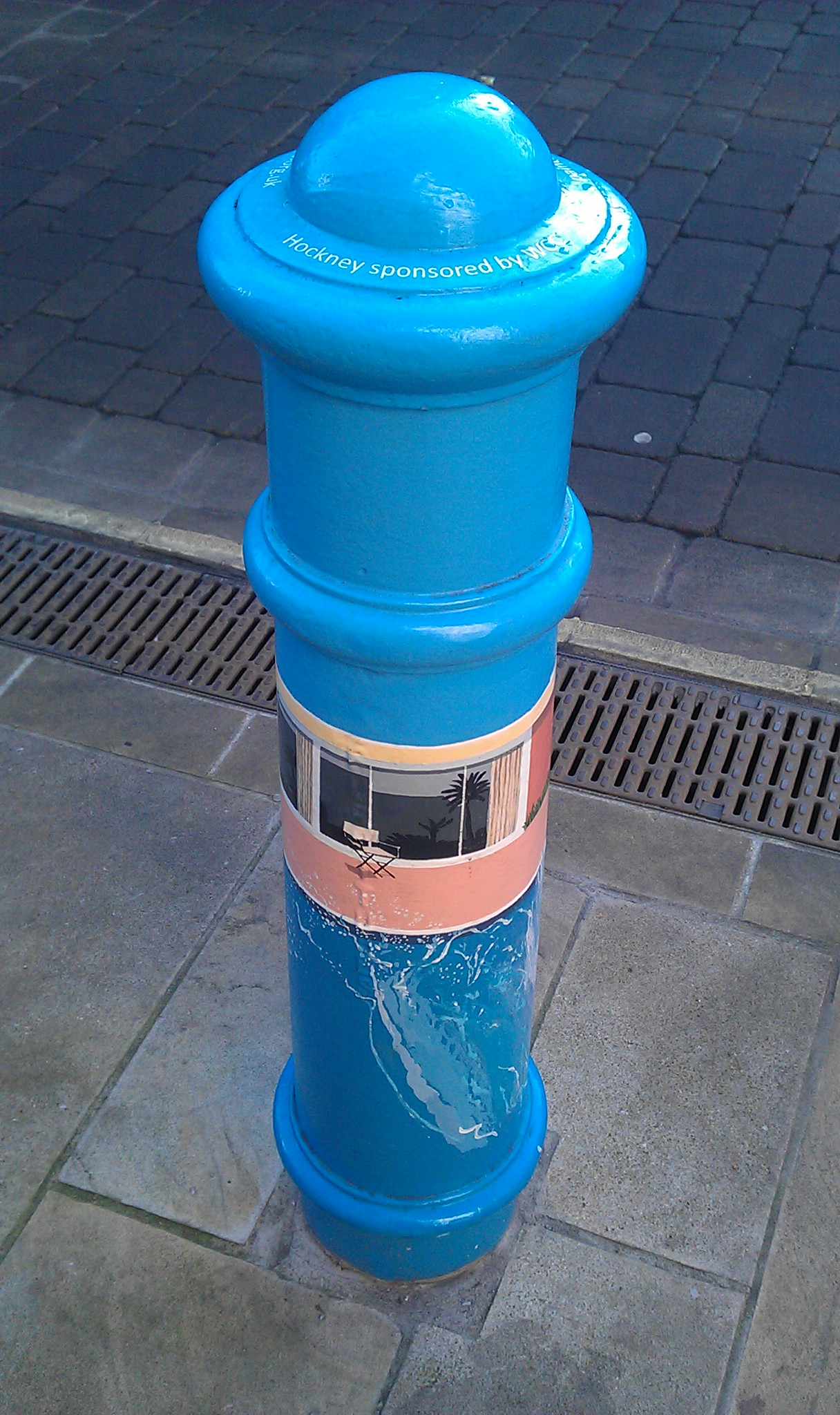
Potelet de la ville de Winchester peint dans le style de A Bigger Splash.

Éloigné des courants les plus avant-gardistes, David Hockney pratique un art figuratif presque expressionniste où se mêlent portraits, photographies et vidéos.
En 1963, année où il expose à la Biennale de Paris, ses œuvres deviennent plus autonomes et plus autobiographiques. Il peint des autoportraits, des portraits de ses parents, d'amis, des séries de scènes d'intérieur, de garçons sous la douche, de piscines, d'animaux en bois, de voyages. Il rencontre Andy Warhol à New York en 1963. Warhol lui rendra visite plus tard à Los Angeles et lui aurait suggéré de faire sa série de piscines.
Homosexuel revendiqué, il fréquente des bars gays. Il enseigne le dessin à l'université de l'Iowa, à l'université du Colorado à Boulder puis, en 1966, à l'université de Californie à Los Angeles.

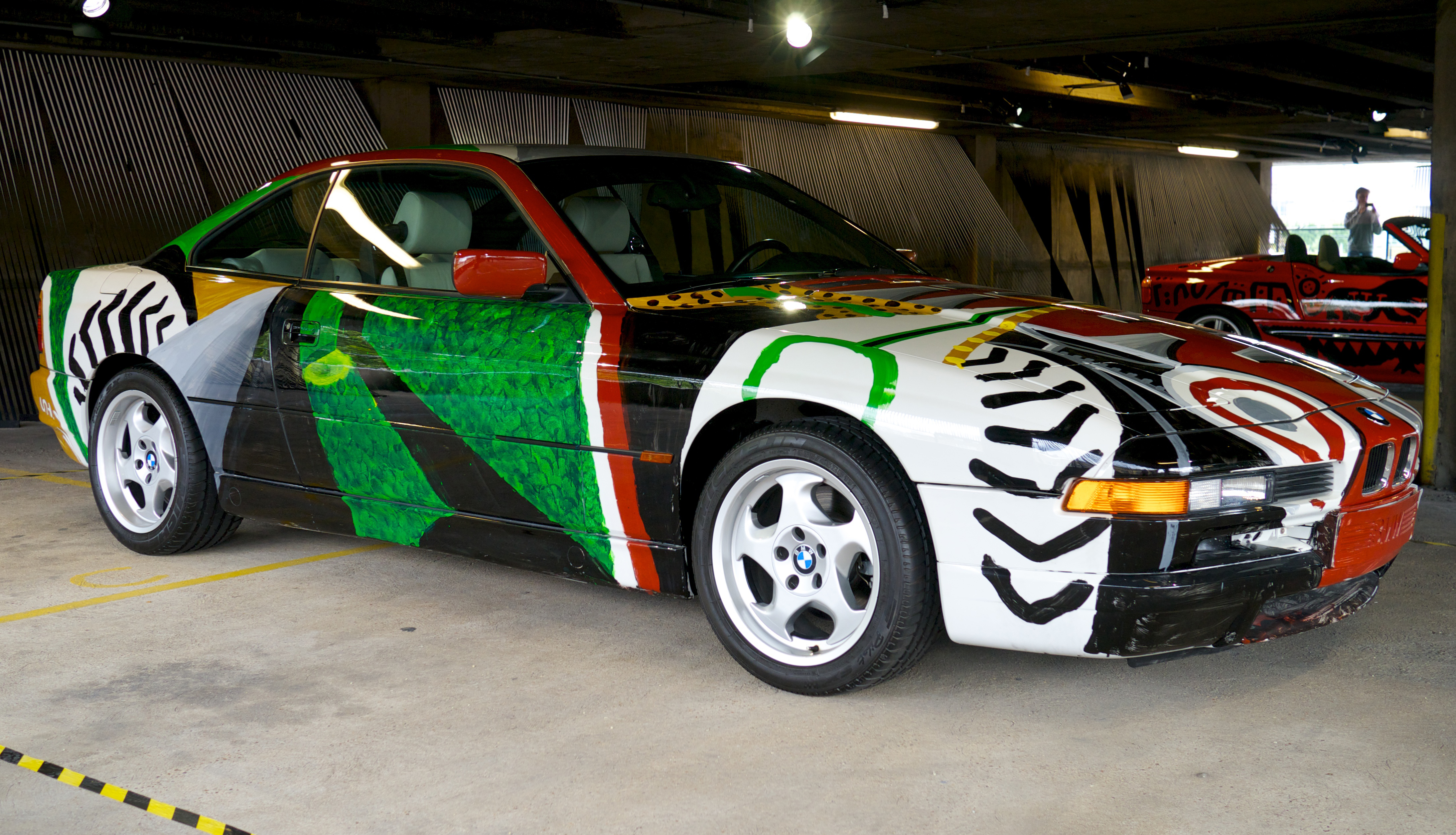
BMW 850 CSi au BMW Art car (1995).

David Hockney revient vivre à Londres en 1968 par amour pour Peter Schlesinger, au moment du Swinging London. Cecil Beaton, Rudolf Noureev ou encore John Gielgud viennent poser dans son appartement. Il s'illustre aux présentations des collections du couturier Ossie Clark (en), dont il est l'amant. Pour le magazine Vanity Fair : « À défaut d'avoir la notoriété de Dali ou de Picasso, David Hockney s'impose, au début des années 1970, comme une figure majeure de la bohème artistique internationale et d'une certaine aristocratie déviante des arts et des lettres, au même titre que William Burroughs, Andy Warhol et Francis Bacon », à une époque où « nombre de créateurs continuent de bousculer les préjugés moraux de la bourgeoisie en cette ère de contestation généralisée ».
Il s'installe ensuite à Paris pour y vivre. En 1973, Jack Hazan réalise un documentaire-fiction qui lui est consacré intitulé A Bigger Splash qui assoit sa notoriété internationale naissante (le film est primé au Festival international du film de Locarno) et se fait écho de la peinture A Bigger Splash qui présente les piscines californiennes dans les villas luxueuses.
En 1977, il pose nu avec le peintre Ron Kitaj en couverture de The New Review.  
David Hockney revient vivre et travailler à Los Angeles en 1978, lorsqu'il est atteint de surdité presque totale à l'âge de quarante ans.

### Reconnaissance internationale
En 1974, le musée des Arts décoratifs de Paris lui organise une première rétrospective. 
En 1999, à Paris, le musée du centre Georges-Pompidou présente une rétrospective de son œuvre sur les paysages, intitulée : ESPACE / PAYSAGE. On voit les questions posées et les réponses que David Hockney apporte, depuis les années soixante, à la représentation des paysages avec d'autres moyens que la perspective linéaire.
En 2003, il pose pour le peintre Lucian Freud.

### Retour en Angleterre, puis installation en Normandie
David Hockney revient en Angleterre en 2005 et vit dans l'Est du Yorkshire, la région de son enfance. Dans un vaste atelier, il peint des paysages en très grands formats. D'abord des aquarelles qu'il présente dans un seul cadre regroupant trente-six aquarelles, pour montrer l'ambiance générale des sites. Ensuite, il expose à Venice, en Californie en 2007, ses peintures en grands formats qui sont souvent composées de plusieurs toiles. Ses peintures n'ont pas qu'un seul point de vue comme un appareil photographique, mais plusieurs, l'œil humain donne beaucoup plus d'informations qu'une lentille photographique. C'est maintenant son but de montrer un paysage lisible avec des points de vue différents, afin de permettre au « regardant » d'entrer dans le paysage pour le ressentir comme le peintre.
Il s'intéresse aussi aux œuvres numériques. En 2010 il expose à Paris, à la fondation Pierre-Bergé - Yves Saint-Laurent, ses œuvres réalisées sur iPhone et iPad, il met aussi en avant la possibilité sur les logiciels de rediffuser le processus créatif, déclarant : « La seule expérience semblable est celle où l’on voit Picasso dessiner sur du verre pour un film » (en référence au film Le Mystère Picasso d'Henri-Georges Clouzot),
Le 2 janvier 2012, il a été nommé par la reine Élisabeth II membre de l’ordre du Mérite britannique.
Une grande exposition s'est ouverte le 23 janvier 2012 à la Royal Academy de Londres, « A Bigger Picture » qui montre de grandes œuvres sur le thème du paysage anglais. Ce sont surtout de très grands formats mais il montre aussi des œuvres réalisées sur un iPad dont il use comme un carnet de croquis avec des possibilités plus étendues. Plus surprenante, la perception d'un paysage par 18 caméras placées à différents points de vue. Il poursuit son exploration de la reproduction des paysages, commencée il y a une cinquantaine d'années, sans se contraindre à la perspective. C'est le cas pour sa toile « Chaises longues » inspirée d'une vision de l'artiste française Ludivine Thiry. Il multiplie les points de vue sur un assemblage de plusieurs toiles et pense que la peinture est seule à pouvoir donner cette lecture d'un paysage. L'exposition a duré jusqu'au 9 avril 2012 à Londres, puis elle a été installée au musée Guggenheim à Bilbao pour l'été 2012, et s’est poursuivie au musée Ludwig à Cologne en Allemagne du 27 octobre 2012 au 3 février 2013.
En mars 2013, son assistant Dominic Elliott meurt accidentellement dans sa maison après une fête.
En 2017, le Centre Pompidou en collaboration avec la Tate Britain de Londres et le Metropolitan Museum de New York présente la plus complète exposition rétrospective consacrée à l’œuvre de David Hockney.
Le 15 novembre 2018, une toile de l'artiste, « Portrait of an Artist (Pool with two figures) », a été adjugée 90,3 millions de dollars lors d’une vente aux enchères chez Christie’s à New York, ce qui devient le record d'enchères pour un artiste vivant, en détrônant Jeff Koons.
En 2019 il s'installe à nouveau en France, des décennies après avoir résidé à Paris, cette fois dans un village du Calvados, Rumesnil, à une trentaine de kilomètres à l'est de Caen, avec son compagnon Jean-Pierre Gonçalves de Lima.
Il repart vivre à Londres en juillet 2023, en partie pour être proche d’un hôpital en cas d’urgence.
En 2025, la Fondation Louis-Vuitton à Paris regroupe près de 400 œuvres de l'artiste, réalisées entre 1955 et 2025. Cette exposition inédite rassemble des peintures, des dessins, des œuvres numériques et des installations issues de l'atelier de David Hockney, de sa fondation ou encore de collections institutionnelles, internationales et privées.

## Vie personnelle
Alors que l'homosexualité était, dans sa jeunesse, encore passible de prison au Royaume-Uni, il est soutenu par ses parents. Il a peint plusieurs œuvres faisant référence à l'homosexualité comme We Two Boys Together Clinging (1961), Cleaning Teeth, Early Evening (1962), qui figure deux hommes faisant un 69, ou encore Domestic Scene, Los Angeles (1963), représentant deux garçons se douchant ensemble.
Il noue une relation avec Peter Schlesinger (en), tant professionnelle qu'amoureuse. Il a également été l'amant d'Ossie Clark (en). Ses deux autres relations amoureuses importantes sont Gregory Evans et John Fitzherbert. À propos du mariage, il déclare : « J'ai toujours pensé que je ne me marierais jamais parce que j'étais gay. Le monde d'avant le mariage gay était si différent. Mon seul regret est de ne pas avoir eu d'enfants. Aurais-je été un bon père ? Sans doute pas, car j'ai toujours placé le travail avant toute chose. »[réf. nécessaire] Il a plusieurs fois pris position pour les droits LGBT.
Au milieu des années 2000, il vit temporairement à Bridlington (Royaume-Uni) mais il habite généralement et longtemps à partir de 1979 dans une maison hollywoodienne qui a appartenu à l'acteur Anthony Perkins.
David Hockney présente une forme de synesthésie qui lui fait associer des couleurs à la musique,. Il est devenu sourd en 1978 à l'âge de quarante ans.

## Peinture et photographie
En 1970, Hockney crée pour la première fois ce qu’il appelle les Joiners c’est-à-dire des photographies assemblées « en jointure ». Il prend en photo une scène sous différents angles puis place les photographies les unes à côté des autres afin de recréer une image.
Cette citation de David Hockney dans son livre David Hockney, Cameraworks, nous aide à comprendre ses motivations, concernant la réalisation de ses Joiners : 

« Après un certain temps, je me suis acheté un meilleur appareil photo et j’ai essayé d’utiliser un objectif grand angle parce que je voulais prendre des salles entières ou tout un personnage debout. Mais j’ai détesté les photographies que j’ai obtenues. Elles paraissaient extrêmement irréelles. Elles décrivaient quelque chose que l’on ne voit en fait jamais. Ces lignes se courbaient comme elles ne le font jamais lorsque l’on regarde le monde. En fait c’était cette falsification : notre œil ne voit jamais autant en un seul coup d’œil. Ce n’est pas vraisemblable. (…) J’ai remarqué que ces Joiners avaient plus de présence que les photographies ordinaires. Avec cinq photographies, par exemple, on est obligé de regarder cinq fois. »

Aussi, comme l’explique Hockney, notre œil ne capture pas d’un coup l’image entière. On est obligé de regarder plusieurs fois la chose pour ensuite former une image dans notre esprit. Les Joiners recréent ce processus de perception : l’image complète repose sur le collage de plusieurs petites images que notre œil saisit puis assemble. Cette image mentale repose alors sur notre capacité à nous remémorer ce qu’on a vu auparavant. Hockney s’est donc beaucoup intéressé au fonctionnement de la mémoire et a remarqué que c’est elle qui joue un véritable rôle dans la perception du monde.
Par ailleurs, la perception cubiste du monde l’a beaucoup intéressé car le cubisme s’attache à représenter un objet sous différents points de vue. Ces photocollages réalisés à l’aide d’un polaroid s’inspirent du mouvement cubiste puisqu’ils rassemblent plusieurs points de vue au sein d’une même image comme on peut le voir dans son œuvre Don + Christopher, Los Angeles, 6th March 1982. Ceci fait écho à sa volonté de créer une image telle que le spectateur la voit et non telle que la photographie la représente comme le prouve la citation de Alain Sayag dans le catalogue d’exposition David Hockney, photographe : « Les dernières œuvres au Polaroïd ont été l’occasion de pousser son expérience photographique au-delà de sa pratique quotidienne pour en faire l’objet même de sa recherche, nous faisant faire le saut d’une vision monoculaire du monde à un regard subjectif. »
Ensuite, en mai 1982, Hockney achète un appareil photo classique car il veut renoncer aux collages qui forment un quadrillage à cause des cadres blancs des photographies polaroïd. Dès lors, il s’attache à créer des images qui ne sont pas limitées par un cadre comme il le dit pour l’article « Entretien avec David Hockney » de Partick Mauriès publié dans le journal Libération : « Ce que m’a fait découvrir la photographie, c’est que nous ne sommes limités que par le ciel et par nos pieds, jamais sur les côtés. »
Le photocollage de sa mère appelé My Mother, Bolton Abbey, Yorkshire, Nov. 1982 illustre bien cette citation car le cadre a totalement disparu et son image est limitée par les propres pieds de l’artiste en bas et par le ciel. Les côtés ne forment pas une ligne verticale ce qui montre bien que la vue sur les côtés est illimitée.
Ainsi, même si Hockney se méfie de la photographie, il s’en sert pour créer des œuvres inédites et il est important de signaler qu’il l’utilise également comme modèle pour élaborer ses peintures.
Il peint par exemple A closer Grand Canyon à partir de centaines de prises de vue décalées les unes par rapport aux autres. Il pose sur la toile une très mince couche de peinture apposée en aplats qui donne une impression proche de la photographie.
En 1986, il commence une œuvre de grande envergure qui ne verra le jour qu'en 1998. C'est le Bigger Grand Canyon. Il commence par un assemblage de 60 photographies le collage no 2, dont la taille est de 113 × 322 cm. Ensuite, il reprend ces vues sur trois bandes de papier pour les dessiner avec des fusains et des crayons. Le dessin fait les raccords nécessaires de toutes ces photos. Il commence alors quelques détails de ce Grand Canyon, de six panneaux, à la taille du tableau définitif. La peinture finale se fera en 1998 avec 60 toiles assemblées (5 × 12 cm chacune) et mesure 7,40 de long.

## La thèse Hockney-Falco
En 2001, il publie un essai : Savoirs secrets, les techniques perdues des Maîtres anciens, aux éditions du Seuil. Il démontre, par les textes et par les images, l'utilisation d'appareils d'optique par de nombreux peintres depuis le XVe siècle.
En 2006, il complète cet ouvrage par une nouvelle édition. Cette démonstration très détaillée et scolaire a fait réagir et débattre de nombreux peintres et historiens d'art puisqu'elle applique la connaissance historique. C’est en affichant sur le mur de son atelier des photocopies en couleurs des peintures d’avant la Renaissance jusqu’à nos jours, qu’il a vu des différences notables, à partir de certaines époques. En même temps, les dessins de tissus plissés deviennent parfaits, les reflets des armures sont comme des photographies, les personnages qui tiennent une coupe à la main pour boire sont presque tous gauchers. L’utilisation de miroirs est probable. Jan van Eyck sur sa toile « Les Époux Arnolfini » montre un miroir convexe représentant ce que voient les personnages qui nous font face, qu'on ne pourrait pas voir autrement. Plus tard certains peintres, comme Canaletto, ne se cachaient pas d’utiliser la « camera oscura », d’autres ont utilisé des jeux de miroirs ou des miroirs concaves qui projetaient l’image sur la toile à peindre. Ses démonstrations sont fascinantes, notamment celle qu’il réalisa à Florence avec ses assistants pour reproduire la fameuse tablette de Brunelleschi dont on ne connaît que les descriptions posthumes. À l’heure où le soleil éclaire le baptistère devant le Duomo, il a installé un miroir concave à l’ombre du porche qui reproduisait fidèlement l’image du baptistère sur un carton blanc placé devant lui. Comme Brunelleschi lui-même l’avait très probablement fait, en utilisant un miroir pour illustrer l’invention de la perspective.

## Œuvres
- 1962 :

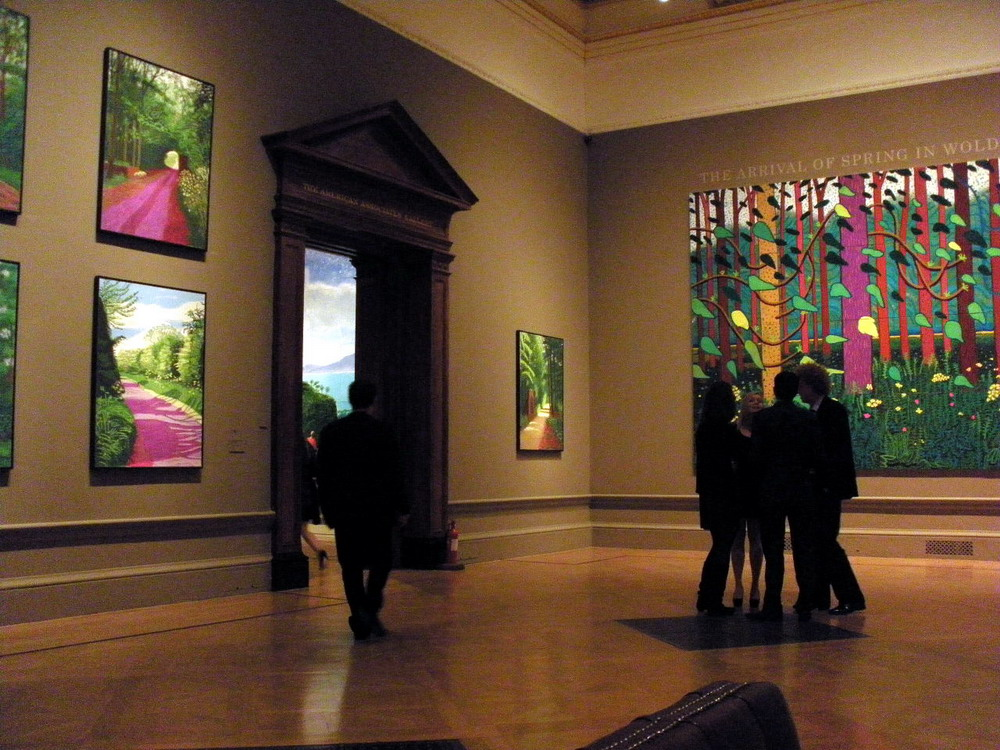
The Arrival of Spring in Woldgate lors de l'exposition « A Bigger Picture » à la Royal Academy en 2012 (la peinture est celle qui est tout en haut à gauche).

  - The First Marriage (A Marriage of Styles I), à la Tate Gallery de Londres.
  - Man in a Museum (or you are in the wrong movie).
- 1963 : Two Men in a Shower, au Musée d'Art contemporain Astrup-Fearnley à Oslo.
- 1964 : Man Taking Shower in Beverly Hills, à la Tate Gallery de Londres.
- 1966 : Sunbather / Bain de soleil[16], au musée Ludwig de Cologne.
- 1966 : The Splash (en)[17],[18].
- 1967 : A Bigger Splash, à la Tate Britain de Londres.
- 1972 : Portrait of an Artist (Pool with Two Figures), collection privée. — Vendue le 15 novembre 2018 à 79,5 millions d'euros aux enchères chez Christie’s, record pour une œuvre d’un artiste vivant[19].
- 1977 : My Parents, à la Tate Britain de Londres.
- 1985 : Une chaise, Jardin du Luxembourg, 110,5 × 80 cm, photocollage, David Hockney espace/paysage, au Centre Georges Pompidou, à Paris, collection David Hockney.
- 1986 : Pearblossom Highway, 119 × 163 cm, montage photographique, J. Paul Getty Museum de Los Angeles
- 1998 :  A Bigger Grand Canyon, 207 × 742 cm[20], collection de l'auteur.
- 2011 : The Arrival of Spring in Woldgate, East Yorkshire in 2011, musée national d'Art moderne, Paris
- 2011-2012 :  The Arrival of Spring in Woldgate, une série d'une cinquantaine de dessins sur iPad exposés au Whitney Museum of American Art, au musée Ludwig de Cologne et à la Royal Academy of Arts de Londres.

## Expositions
- 1999
  - Espace/Paysage, Centre Pompidou, Paris, France
- 2001
  - Close and Far, Galerie Lelong, Paris, France
- 2004
  - Midsummer : East Yorkshire, Salt Mills, West Yorkshire, Royaume-Uni
- 2005
  - Hand Eye Heart, La Louver, Venice, Californie
  - Royal Academy Summer Exhibition, Royal Academy of Arts, Londres, Royaume-Uni
- 2006
  - David Hockney : Portraits, Museum of Fine Arts, Boston, Massachusetts
  - A Year in Yorkshire, Annely Juda Fine Art, Londres, Royaume-Uni
- 2007
  - The East Yorkshire Landscape, La Louver, Venice, Californie
  - Royal Academy Summer Exhibition, Royal Academy of Arts, Londres
- 2008
  - Hockney on Turner Watercolours, Tate Britain, Londres, Royaume-Uni
  - David Hockney : Looking at Woldgate Woods, Art Club of Chicago, Illinois
- 2009
  - David Hockney : Drawing in a Printing Machine, Annely Juda Fine Art, Londres, Royaume-Uni
  - David Hockney, Just Nature, Kunsthalle Würth, Schwabish Hall, Allemagne
  - David Hockney, Recent Paintings, Pace Wildenstein, New York, New York
- 2011
  - David Hockney, Fleurs Fraîches, Fondation Pierre Bergé - Yves Saint Laurent, Paris
  - Me Draw on iPad, Louisiana Museum of Modern Art, Humiebaek, Danemark
- 2012
  - David Hockney's Fresh Flowers : Drawings on the iPhone and the iPad, Royal Ontario Museum, Toronto, Canada
  - Bigger Trees Near Warter ou Peinture sur le motif pour le nouvel âge post photographique, Cartwright Art Gallery, Bradford, Royaume-Uni
  - David Hockney, Northern Landscapes, Nordnosk Kunstmuseum, Tromso, Norvège
  - David Hockney, A Bigger Picture, Guggenhein Museum, Bilbao, Espagne
  - Drawing in a Printing Machine, Galerie Lelong, Paris, France
- 2014
  - The Jugglers, Los Angeles County Museum, Californie
  - David Hockney, A Bigger Exhibition, de Young Museum, San Francisco, Californie
  - David Hockney, Yorkshire Landscape, Los Angeles County Museum of Art, Californie
  - Hockney, Printmaker, Dulwich Pictures Gallery, Londres, Royaume-Uni
  - David Hockney, The Arrival of Spring, Annely Juda Dine Art, Londres, Royaume-Uni
- 2015
  - David Hockney, The Arrival of Spring , Pace Gallery, New York, New York[21]
  - David Hockney, The Arrival of Spring in Woldgate, Galerie Lelong, Paris, France[22]
  - David Hockney, Grand Canyon, MUCEM, Marseille, France
- 2016
  - David Hockney RA: 82 Portraits and 1 Still-life, Royal Academy of Arts, Londres, Royaume-Uni[23]
  - L'arrivée du printemps, Fondation Van Gogh, Arles, France
- 2017
  - David Hockney : Current, NGV, Melbourne, Australie[24]
  - David Hockney, A retrospective, Tate Britain, Londres, Royaume-Uni
  - David Hockney, The Yosemite Suite, Galerie Lelong, Paris, France
  - David Hockney, A retrospective, Centre Georges-Pompidou, Paris, France
- 2019 
  - David Hockney, New Photographic Drawings, Galerie Lelong, Paris, France[25]
  - David Hockney, Exposition in Seoul, SeMA (Seoul Museum of Arts), Séoul, Corée du Sud[26]
  - David Hockney's Yosemite, Monterey Museum of art, Monterey, États-Unis
  - Hockney - Van Gogh: The Joy of Nature, Musée Van-Gogh, Amsterdam, Pays-Bas
  - David Hockney, Seoul Museum of Art, Séoul, République de Corée
- 2020
  - David Hockney Yosemite, Heard Museum, Phoenix, États-Unis
  - Drawing from Life, The Morgan Library & Museum, New York, États-Unis
  - Ma Normandie, Galerie Lelong & Co., Paris, France
  - Snails Space, Galerie Lelong & Co., Paris, France
  - David Hockney: Drawing from Life, National Portrait Gallery, Londres, Royaume-Uni
- 2021
  - A Year in Normandy, Musée de l'Orangerie, Paris, France
  - David Hockney : L’arrivée du printemps, Normandie, 2020, Palais des Beaux-Arts de Bruxelles, Bruxelles, Belgique
  - David Hockney : Œuvres de la collection de la Tate, 1954-2017, Palais des Beaux-Arts de Bruxelles, Bruxelles, Belgique
  - Hockney - Van Gogh : The Joy of Nature, The Museum of Fine Arts, Houston, États-Unis
  - David Hockney: The Arrival of Spring, Normandy, Royal Academy of Arts, Londres, Royaume-Uni
- 2022
  - David Hockney – Landscapes in Dialogue, Gemäldegalerie, Staatliche Museen, Berlin, Allemagne
  - David Hockney: INSIGHTS, Kunstforum, Vienne, Autriche
  - The Arrival of Spring, Normandy, 2020, Art Institute of Chicago, Chicago, États-Unis
  - A Year in Normandie, Tapisserie de Bayeux, Bayeux, France
  - David Hockney: 20 Flowers and Some Bigger Pictures, Galerie Lelong & Co., Paris, France
  - Hockney's Eye, Teyler's museum, Haarlem, Pays-Bas
  - David Hockney : A Year in Normandy, Salts Mill, Shipley, Royaume-Uni
  - David Hockney Love Life Drawings 1963 to 1977, The Holburne Museum, Bath, Royaume-Uni
  - Hockney's Eye: The Art and Technology of Depiction, The Fitzwilliam Museum, Cambridge, Royaume-Uni
  - David Hockney: Moving Focus, Kunstmuseum Luzern, Lucerne, Suisse
  - David Hockney: The Arrival of Spring, Normandy, 2020, The Sakıp Sabancı Museum, Istanbul, Turquie
- 2023
  - A year in Normandie in Dialogue with Works from the Würth Collection, Museum Würth, Künzelsau, Allemagne
  - Collection de la Tate, Musée Granet, Aix-en-Provence, France
  - David Hockney, Museum of Contemporary Art Tokyo, Tokyo, Japon
  - David Hockney: Bigger & Closer (not smaller & further away), Lightroom, Lewis Cubitt Walk, King's Cross, Londres, Royaume-Uni
- 2024
  - David Hockney Normandism, musée des beaux-arts de Rouen, France
- 2025
  - David Hockney 25, fondation Louis-Vuitton, Paris, France
  - David Hockney Impressions, Galerie Lelong, Paris, France

## Prix et récompenses
- 1967 : Prix de peinture John Moores, pour sa peinture Peter Getting Out of Nick's Pool[27]
- 1983 : prix Shakespeare
- 1984 : prix Kodak de livre de photographies pour Cameraworks
- 1997 : Prix culturel de la Société allemande de photographie

## Distinctions et honneurs
- Membre de la Royal Academy (RA - 1991)[28]
- Membre de l'ordre des compagnons d'honneur (CH) en 1997
- Membre de l'ordre du Mérite britannique en 2012

## Publications
- David Hockney et Lawrence Weschler, Cameraworks, New York, Knopf, 1984, 288 p.
- David Hockney, Picasso, Galerie Lelong, 1999 (ISBN 978-2-86882-026-6).
- David Hockney, Une éducation artistique, Galerie Lelong, 1999 (ISBN 978-2-86882-028-0).
- David Hockney, Savoirs secrets : les techniques perdues des maîtres anciens [« Secret Knowledges : Rediscovering the Los Techniques of the Ols Masters »], Éditions du Seuil, 2006, 328 p. (ISBN 978-2-02-088519-5).
- David Hockney (préf. Jean Fremon), Close and Far, Galerie Lelong & Co., 2001.
- (en) David Hockney, True to life, conversations with Lawrence Wechsler, University of California Press, 2008, 272 p. (ISBN 978-0-520-25879-2, lire en ligne).
- David Hockney (préf. Philippe Dagen), The Arrival of Spring in Woldgate, Galerie Lelong & Co., 2015.
- David Hockney, David Hockney, A Bigger Book, Taschen, 2006.
- Jean Frémon, David Hockney à l'atelier, L'Echoppe, 2017.
- David Hockney et Martin Gayford, Une Histoires des images. De la grotte à l'écran d'ordinateur, Solar Éditions, 2017.
- David Hockney (préf. Alfred Pacquement), The Yosemite Suite, Galerie Lelong & Co., 2017.
- (en) Didier Ottinger, Pictures of Daily Life, Galerie Lelong & Co., 2018.
- Jean Frémon, David Hockney en Pays d'Auge, L'Echoppe, 2020.
- Jean Frémon, Donatien Grau, David Hockney. Ma Normandie. Galerie Lelong & Co., 2020.
- David Hockney. David Hockney. Sur la photographie. Galerie Lelong & Co., 2021.

Ouvrage préfacé par David Hockney :
- William Parker (préf. David Hockney), Dessins de mode : Vogue, Paris, Thames & Hudson, 2010, 240 p. (ISBN 978-2-87811-359-4).